# ریوتا ماتسوشیما
ریوتا ماتسوشیما (ژاپنی: 松島 竜太؛ زادهٔ ۱۲ نوامبر ۱۹۸۰) یک بازیکن فوتبال اهل ژاپن است.
از باشگاه‌هایی که در آن بازی کرده‌است می‌توان به باشگاه فوتبال کاشیما آنتلرز اشاره کرد.